# Ukraiinka, Malîn
Ukraiinka (în ucraineană Українка) este o comună în raionul Malîn, regiunea Jîtomîr, Ucraina, formată numai din satul de reședință.

## Demografie
Componența lingvistică a comunei Ukraiinka
     Ucraineană (97,21%)
     Rusă (2,36%)
     Alte limbi (0,43%)
Conform recensământului din 2001, majoritatea populației comunei Ukraiinka era vorbitoare de ucraineană (97,21%), existând în minoritate și vorbitori de rusă (2,36%).